# Lancaster (Massachusetts)
Lancaster és una població dels Estats Units a l'estat de Massachusetts. Segons el cens del 2000 tenia 7.380 habitants.

## Demografia
Segons el cens del 2000, Lancaster tenia 7.380 habitants, 2.049 habitatges, i 1.551 famílies. La densitat de població era de 102,9 habitants/km².
Dels 2.049 habitatges en un 36,4% hi vivien nens de menys de 18 anys, en un 64,1% hi vivien parelles casades, en un 8,2% dones solteres, i en un 24,3% no eren unitats familiars. En el 19,1% dels habitatges hi vivien persones soles el 8% de les quals corresponia a persones de 65 anys o més que vivien soles. El nombre mitjà de persones vivint en cada habitatge era de 2,8 i el nombre mitjà de persones que vivien en cada família era de 3,22.
Per edats la població es repartia de la següent manera: un 21,7% tenia menys de 18 anys, un 11,1% entre 18 i 24, un 35,4% entre 25 i 44, un 21,8% de 45 a 60 i un 9,9% 65 anys o més.
L'edat mediana era de 36 anys. Per cada 100 dones de 18 o més anys hi havia 129,3 homes.
La renda mediana per habitatge era de 60.752 $ i la renda mediana per família de 66.490$. Els homes tenien una renda mediana de 42.367 $ mentre que les dones 35.417$. La renda per capita de la població era de 21.010$. Entorn del 4,4% de les famílies i el 4,1% de la població estaven per davall del llindar de pobresa.